# Ylakiai
Ylakiai är en ort i Klaipėda län i västra Litauen. Enligt folkräkningen från 2011 har staden ett invånarantal på 950 personer.

## Historia
Ylakiai nämndes för första gången år 1568 i inventeringslistan över Grūstė församling skriven av Jokūbas Laskovskis. På den tiden var byn Ylakiai en del av Skuodas egendom.
Den nuvarande katolska kyrkan i staden byggdes år 1894.
År 2002 godkände Litauens presidenten stadens nuvarande stadsvapen.
Stadens centrum är idag en sevärdhet.